# Female Prisoner 701: Scorpion
Female Prisoner #701: Scorpion (女囚７０１号 さそり?, Joshū 701 Go - Sasori) è un film del 1972, diretto da Shunya Ito, tratto dall'omonimo manga di Tooru Shinohara.
Primo film della serie Sasori, composta da altri nove lungometraggi, è considerato uno dei più celebri film appartenenti al genere Pinky violence. Lanciò nel novero delle star del genere l'attrice Meiko Kaji e rivelò il talento del regista Shunya Ito, alla sua opera prima.

## Trama
Nami Matsushima, detta Sasori (lett. "Scorpione" in lingua giapponese), è stata tradita dal suo amante Sugimi, un poliziotto che l'ha fatta stuprare da un gruppo di yakuza. In seguito al fallito tentativo di uccidere Sugimi, Nami è stata rinchiusa in un carcere gestito da un sadico uomo. Lì tenta la fuga insieme alla sua amica Yuriko, ma le due vengono scovate e rinchiuse in una cella d'isolamento. Nami viene così torturata, psicologicamente e fisicamente, sia dai poliziotti che dalle altre carcerate.
Intanto Sugimi mette in atto un piano insieme alla yakuza, e ordina l'uccisione in carcere di Nami. Arruola così Katagiri, una ragazza che deve uccidere Nami facendo credere la sua morte un incidente. Nami intanto scambia poche parole con le altre detenute e nei suoi occhi vi è una volontà implacabile di vendetta. Approfittando di una rivolta, le detenute prendono in ostaggio un gruppo di poliziotti, mentre Nami scappa. Viene però riportata insieme alle altre detenute, che iniziano a torturarla. Nami riesce a sopravvivere e grazie a un'altra detenuta riesce finalmente a fuggire dal carcere e a ottenere la sua vendetta, uccidendo tutti gli yakuza e Sugimi, per poi tornare in carcere.

## Seguiti
- Female Convict Scorpion: Jailhouse 41 (女囚さそり 第４１雑居房?, Joshū Sasori - Dai-41 Zakkyo-bō) (1972)
- Female Prisoner Scorpion: Beast Stable (女囚さそり/けもの部屋?, Joshū Sasori - Kemono Beya) (1973)
- Female Prisoner Scorpion: Grudge Song (女囚さそり ７０１号怨み節?, Joshū Sasori - 701-gō Urami-bushi) (1973)

Qualche anno dopo furono distribuiti due film con una nuova attrice: Shin joshū Sasori - 701-gō (新女囚さそり ７０１号?) nel 1976 e Shin joshū Sasori - Tokushu-bō X (新女囚さそり 特殊房Ｘ?) nel 1977.

## Collegamenti ad altre pellicole
- La canzone che accompagna i titoli di testa della pellicola, Urami-Bushi, scritta da Shunya Ito e cantata da Meiko Kaji, è stata utilizzata da Quentin Tarantino nei titoli di coda dei due Kill Bill.